# Cal Ribó (Peramola)
Cal Ribó és una obra de Peramola (Alt Urgell) inclosa a l'Inventari del Patrimoni Arquitectònic de Catalunya.

## Descripció
Habitatge particular de construcció típicament popular. Actualment abandonada i en estat ruïnós. Ha sofert diverses obres de remodelació paleses en inscripcions a diversos indrets de l'edifici. La més antiga és de 1633 i es troba en una de les bigues que sostenen la galeria, una altra és de 1704 i a la llinda de la porta hi ha la de 1728. Una sèrie de bigues estan rematades amb caps antropomòrfics.